# 愛の讃歌 (映画)
『愛の讃歌』（あいのさんか）は、1967年4月29日に日本で公開された映画。マルセル・パニョルの戯曲『ファニー』を翻案した作品。

## ストーリー
瀬戸内海に浮かぶ日永島で売店兼食堂兼船の作業を手伝う待帆停という港の土産店で春子は働いていた。恋人の竜太は島で電気器具修理の仕事に就いていたがブラジルへ行く夢をどうしても諦めきれず親の反対を押し切って渡航してしまう。その時町子は竜太の子を身ごもっており、島の診療所で出産する。昔から町子のことが好きだった伊作は事情を鑑み生まれてきた男児(竜介)と町子の妹文子と信子を引き取る。一年半後、ブラジルの夢破れた竜太は大阪の工場で働くため帰国。途中日永島へ立ち寄るがそこで町子が竜介と伊作と幸せに暮らしていることを知る。当初竜太は赤ん坊が伊作の子と思っていたが、自身の子と知り町子と妹と竜介を引き取り大阪で共に暮らそうと提案する。伊作は動揺し仙造は「おめえはただ種を付けただけだ。育て親は伊作だ」と激怒する。竜太は仙造へ手紙を残し落ち込みながら大阪へ旅立つ。その夜、大酒を飲んだ仙造は持病もあり自宅で死ぬ。伊作は悩んだ末「竜介と共に大阪へ行きなさい。仙造も心の中では願っていたはずだ」と言い二人を送り出す。町子と竜介は港で大勢の知り合いに見送られながら島から旅立つ。

## スタッフ
- 監督：山田洋次
- 脚本：山田洋次、森﨑東
- 製作：脇田茂
- 原作：M・パニョル
- 飜訳：永戸俊雄「ファニー」より
- 撮影：高羽哲夫
- 美術：梅田千代夫
- 音楽：山本直純
- 照明：青木好文
- 編集：浜村義康
- 録音：小尾幸魚
- 調音：松本隆司
- 監督助手：大嶺俊順
- 装置：小島勝男
- 進行：池田義徳
- 製作主任：沼尾鈞
- 現像：東洋現像所
- 協力：山口県柳井市
- 上関町
- 映倫：14863

（スタッフ本編クレジット表記順）

## 配役
- 立花春子：倍賞千恵子　- 島で評判の美人で働き者の娘。竜太の恋人。待帆停で働きながら二人の妹の面倒を見ている。
- 亀井竜太：中山仁　- 島で電気屋の手伝いをしているがブラジルへ行く夢を諦めきれず父親に内緒でサンパウロへ渡航し日系の鉄工所で働き始める。一年半後帰国し知り合いのつてを辿り大阪で働こうとする。
- 船長：千秋実　- 連絡船の船長。
- おりん：北林谷栄　- 島の診療所の手伝い。
- 郵便屋：小沢昭一　- 手紙のことに関して「憲法違反です」と秘密の保持を主張するがビールの誘惑に酔わくジェスチャーで答えてしまう。
- 左卜全
- 千家五平：渡辺篤　- 目が見えない島の按摩師。
- 備後屋：太宰久雄　- 旅館備後屋の主人。
- ハツ：桜京美　- 料亭の娘。のちの仙造面倒をみる。
- 高島稔
- 長吉：大杉侃二郎
- 大久保敏男
- 八乃さとみ
- 立花信子：中島玲子　- 町子の妹。
- 立花文子：内田由美子　- 町子の妹。
- 清：青柳直人　- 船長の息子で航海士。
- 吉永伊作：有島一郎（東宝）- 島の診療所の医師。クリスチャン。
- 亀井仙造：伴淳三郎　- 15年前に妻に先立たれやもめ暮らしをしている。酒が大好き。
- （本編クレジット表記順）

## 併映作品
- 『春日和』: 大庭秀雄監督

| スタブアイコン | サブスタブ | この項目は、まだ閲覧者の調べものの参照としては役立たない、映画に関連した書きかけの項目です。この項目を加筆・訂正などしてくださる協力者を求めています（P:映画/PJ:映画）。 |